# Liste des planètes mineures non numérotées découvertes en novembre 2020
Pour un article plus général, voir Liste des planètes mineures non numérotées découvertes en 2020.
Pour un article plus général, voir Liste des planètes mineures.
Cet article dresse la liste des planètes mineures (astéroïdes, centaures, objets transneptuniens et assimilés) non numérotées découvertes en novembre 2020 dans l'ordre de leur découverte.
Au 15 janvier 2025, 661 077 des 1 434 993 planètes mineures répertoriées par le Centre des planètes mineures ne sont pas encore numérotées, soit 46,07 %.

## Rappel concernant la désignation provisoire
La désignation provisoire indique l'ordre de découverte de ces objets. En effet, cette désignation est composée de l'année de découverte (par exemple 2020) suivie de la quinzaine (demi-mois) de découverte (p.e. A = 1-15 janvier) puis de l'ordre de découverte dans cette quinzaine. Cet ordre est indiqué par une lettre et éventuellement un chiffre comme suit : A pour la première découverte, B pour la deuxième, ..., Z pour la 25e (le I n'est pas utilisé pour éviter la confusion avec 1), A1 pour la 26e, B1 pour la 27e, etc. , Z1 pour la 50e, A2 pour la 51e, B2 pour la 52e, etc. L'ordre de la numérotation ne suit donc pas l'ordre alphanumérique. 2020 AA1 suit ainsi 2020 AZ et précède 2020 AB1.

## Listes

### Du1erau 15 novembre 2020
- 2020 VA
- 2020 VB
- 2020 VC
- 2020 VD
- 2020 VE
- 2020 VF
- 2020 VG
- 2020 VH
- 2020 VJ
- 2020 VK
- 2020 VL
- 2020 VM
- 2020 VN
- 2020 VO
- 2020 VP
- 2020 VQ
- 2020 VR
- 2020 VS
- 2020 VT
- 2020 VU
- 2020 VV
- 2020 VW
- 2020 VX
- 2020 VY
- 2020 VZ
- 2020 VA1
- 2020 VB1
- 2020 VC1
- 2020 VD1
- 2020 VE1
- 2020 VF1
- 2020 VG1
- 2020 VH1
- 2020 VJ1
- 2020 VK1
- 2020 VL1
- 2020 VM1
- 2020 VN1
- 2020 VO1
- 2020 VP1
- 2020 VQ1
- 2020 VR1
- 2020 VS1
- 2020 VT1
- 2020 VU1
- 2020 VV1
- 2020 VW1
- 2020 VX1
- 2020 VY1
- 2020 VZ1
- 2020 VA2
- 2020 VB2
- 2020 VC2
- 2020 VD2
- 2020 VE2
- 2020 VF2
- 2020 VG2
- 2020 VH2
- 2020 VK2
- 2020 VL2
- 2020 VN2
- 2020 VO2
- 2020 VP2
- 2020 VQ2
- 2020 VR2
- 2020 VS2
- 2020 VT2
- 2020 VU2
- 2020 VV2
- 2020 VW2
- 2020 VX2
- 2020 VY2
- 2020 VZ2
- 2020 VA3
- 2020 VB3
- 2020 VC3
- 2020 VD3
- 2020 VE3
- 2020 VF3
- 2020 VG3
- 2020 VH3
- 2020 VJ3
- 2020 VK3
- 2020 VL3
- 2020 VM3
- 2020 VN3
- 2020 VO3
- 2020 VP3
- 2020 VQ3
- 2020 VR3
- 2020 VS3
- 2020 VT3
- 2020 VU3
- 2020 VV3
- 2020 VW3
- 2020 VX3
- 2020 VY3
- 2020 VZ3
- 2020 VA4
- 2020 VB4
- 2020 VD4
- 2020 VE4
- 2020 VF4
- 2020 VG4
- 2020 VH4
- 2020 VJ4
- 2020 VK4
- 2020 VL4
- 2020 VM4
- 2020 VN4
- 2020 VO4
- 2020 VP4
- 2020 VR4
- 2020 VS4
- 2020 VT4
- 2020 VU4
- 2020 VV4
- 2020 VW4
- 2020 VX4
- 2020 VY4
- 2020 VZ4
- 2020 VA5
- 2020 VB5
- 2020 VC5
- 2020 VD5
- 2020 VE5
- 2020 VF5
- 2020 VG5
- 2020 VH5
- 2020 VJ5
- 2020 VK5
- 2020 VL5
- 2020 VM5
- 2020 VN5
- 2020 VO5
- 2020 VP5
- 2020 VQ5
- 2020 VR5
- 2020 VS5
- 2020 VT5
- 2020 VU5
- 2020 VV5
- 2020 VW5
- 2020 VX5
- 2020 VY5
- 2020 VZ5
- 2020 VA6
- 2020 VC6
- 2020 VD6
- 2020 VE6
- 2020 VF6
- 2020 VG6
- 2020 VK6
- 2020 VL6
- 2020 VM6
- 2020 VN6
- 2020 VQ6
- 2020 VR6
- 2020 VS6
- 2020 VV6
- 2020 VW6
- 2020 VX6
- 2020 VY6
- 2020 VZ6
- 2020 VC7
- 2020 VD7
- 2020 VE7
- 2020 VF7
- 2020 VG7
- 2020 VH7
- 2020 VK7
- 2020 VN7
- 2020 VO7
- 2020 VP7
- 2020 VR7
- 2020 VS7
- 2020 VT7
- 2020 VU7
- 2020 VV7
- 2020 VW7
- 2020 VX7
- 2020 VY7
- 2020 VA8
- 2020 VB8
- 2020 VC8
- 2020 VD8
- 2020 VE8
- 2020 VF8
- 2020 VH8
- 2020 VK8
- 2020 VL8
- 2020 VM8
- 2020 VN8
- 2020 VO8
- 2020 VP8
- 2020 VQ8
- 2020 VS8
- 2020 VT8
- 2020 VU8
- 2020 VV8
- 2020 VW8
- 2020 VX8
- 2020 VY8
- 2020 VZ8
- 2020 VA9
- 2020 VB9
- 2020 VC9
- 2020 VD9
- 2020 VE9
- 2020 VF9
- 2020 VG9
- 2020 VH9
- 2020 VK9
- 2020 VL9
- 2020 VM9
- 2020 VN9
- 2020 VP9
- 2020 VR9
- 2020 VS9
- 2020 VT9
- 2020 VU9
- 2020 VX9
- 2020 VY9
- 2020 VA10
- 2020 VB10
- 2020 VC10
- 2020 VD10
- 2020 VF10
- 2020 VG10
- 2020 VH10
- 2020 VJ10
- 2020 VK10
- 2020 VL10
- 2020 VM10
- 2020 VN10
- 2020 VO10
- 2020 VP10
- 2020 VQ10
- 2020 VR10
- 2020 VS10
- 2020 VT10
- 2020 VU10
- 2020 VV10
- 2020 VW10
- 2020 VX10
- 2020 VY10
- 2020 VZ10
- 2020 VA11
- 2020 VB11
- 2020 VC11
- 2020 VD11
- 2020 VE11
- 2020 VF11
- 2020 VG11
- 2020 VH11
- 2020 VJ11
- 2020 VK11
- 2020 VL11
- 2020 VM11
- 2020 VN11
- 2020 VO11
- 2020 VP11
- 2020 VQ11
- 2020 VR11
- 2020 VS11
- 2020 VU11
- 2020 VV11
- 2020 VW11
- 2020 VX11
- 2020 VY11
- 2020 VZ11
- 2020 VA12
- 2020 VB12
- 2020 VD12
- 2020 VE12
- 2020 VF12
- 2020 VJ12
- 2020 VK12
- 2020 VL12
- 2020 VM12
- 2020 VN12
- 2020 VO12
- 2020 VP12
- 2020 VQ12
- 2020 VS12
- 2020 VT12
- 2020 VU12
- 2020 VV12
- 2020 VW12
- 2020 VX12
- 2020 VY12
- 2020 VZ12
- 2020 VA13
- 2020 VB13
- 2020 VC13
- 2020 VD13
- 2020 VE13
- 2020 VF13
- 2020 VG13
- 2020 VH13
- 2020 VJ13
- 2020 VK13
- 2020 VL13
- 2020 VM13
- 2020 VN13
- 2020 VO13
- 2020 VP13
- 2020 VQ13
- 2020 VR13
- 2020 VS13
- 2020 VT13
- 2020 VU13
- 2020 VV13
- 2020 VW13
- 2020 VX13
- 2020 VY13
- 2020 VZ13
- 2020 VA14
- 2020 VB14
- 2020 VC14
- 2020 VD14
- 2020 VE14
- 2020 VF14
- 2020 VG14
- 2020 VH14
- 2020 VJ14
- 2020 VK14
- 2020 VL14
- 2020 VM14
- 2020 VN14
- 2020 VO14
- 2020 VP14
- 2020 VQ14
- 2020 VS14
- 2020 VT14
- 2020 VU14
- 2020 VV14
- 2020 VW14
- 2020 VX14
- 2020 VY14
- 2020 VZ14
- 2020 VA15
- 2020 VB15
- 2020 VC15
- 2020 VD15
- 2020 VE15
- 2020 VG15
- 2020 VH15
- 2020 VJ15
- 2020 VL15
- 2020 VM15
- 2020 VN15
- 2020 VQ15
- 2020 VR15
- 2020 VS15
- 2020 VT15
- 2020 VU15
- 2020 VV15
- 2020 VW15
- 2020 VX15
- 2020 VY15
- 2020 VZ15
- 2020 VA16
- 2020 VB16
- 2020 VC16
- 2020 VD16
- 2020 VE16
- 2020 VF16
- 2020 VG16
- 2020 VH16
- 2020 VJ16
- 2020 VK16
- 2020 VL16
- 2020 VM16
- 2020 VN16
- 2020 VO16
- 2020 VP16
- 2020 VQ16
- 2020 VR16
- 2020 VS16
- 2020 VT16
- 2020 VU16
- 2020 VV16
- 2020 VW16
- 2020 VX16
- 2020 VA17
- 2020 VB17
- 2020 VC17
- 2020 VD17
- 2020 VE17
- 2020 VF17
- 2020 VG17
- 2020 VH17
- 2020 VJ17
- 2020 VM17
- 2020 VN17
- 2020 VO17
- 2020 VP17
- 2020 VR17
- 2020 VS17
- 2020 VU17
- 2020 VV17
- 2020 VW17
- 2020 VX17
- 2020 VY17
- 2020 VZ17
- 2020 VA18
- 2020 VB18
- 2020 VC18
- 2020 VD18
- 2020 VE18
- 2020 VF18
- 2020 VG18
- 2020 VH18
- 2020 VJ18
- 2020 VL18
- 2020 VM18
- 2020 VN18
- 2020 VO18
- 2020 VP18
- 2020 VQ18
- 2020 VR18
- 2020 VS18
- 2020 VT18
- 2020 VU18
- 2020 VV18
- 2020 VW18
- 2020 VX18
- 2020 VZ18
- 2020 VA19
- 2020 VB19
- 2020 VC19
- 2020 VD19
- 2020 VE19
- 2020 VF19
- 2020 VG19
- 2020 VH19
- 2020 VJ19
- 2020 VK19
- 2020 VL19
- 2020 VM19
- 2020 VN19
- 2020 VO19
- 2020 VP19
- 2020 VQ19
- 2020 VR19
- 2020 VS19
- 2020 VT19
- 2020 VU19
- 2020 VV19
- 2020 VW19
- 2020 VX19
- 2020 VY19
- 2020 VZ19
- 2020 VA20
- 2020 VB20
- 2020 VC20
- 2020 VD20
- 2020 VE20
- 2020 VF20
- 2020 VG20
- 2020 VH20
- 2020 VL20
- 2020 VM20
- 2020 VN20
- 2020 VO20
- 2020 VP20
- 2020 VS20
- 2020 VT20
- 2020 VU20
- 2020 VY20
- 2020 VZ20
- 2020 VA21
- 2020 VB21
- 2020 VC21
- 2020 VD21
- 2020 VE21
- 2020 VF21
- 2020 VH21
- 2020 VJ21
- 2020 VK21
- 2020 VL21
- 2020 VN21
- 2020 VP21
- 2020 VR21
- 2020 VS21
- 2020 VV21
- 2020 VW21
- 2020 VX21
- 2020 VY21
- 2020 VZ21
- 2020 VA22
- 2020 VB22
- 2020 VC22
- 2020 VD22
- 2020 VE22
- 2020 VG22
- 2020 VH22
- 2020 VJ22
- 2020 VK22
- 2020 VL22
- 2020 VO22
- 2020 VP22
- 2020 VQ22
- 2020 VR22
- 2020 VS22
- 2020 VT22
- 2020 VU22
- 2020 VV22
- 2020 VW22
- 2020 VX22
- 2020 VY22
- 2020 VZ22
- 2020 VA23
- 2020 VD23
- 2020 VE23
- 2020 VF23
- 2020 VG23
- 2020 VH23
- 2020 VJ23
- 2020 VK23
- 2020 VL23
- 2020 VM23
- 2020 VN23
- 2020 VO23
- 2020 VP23
- 2020 VQ23
- 2020 VR23
- 2020 VS23
- 2020 VT23
- 2020 VU23
- 2020 VY23
- 2020 VZ23
- 2020 VA24
- 2020 VB24
- 2020 VD24
- 2020 VE24
- 2020 VF24
- 2020 VG24
- 2020 VH24
- 2020 VJ24
- 2020 VK24
- 2020 VM24
- 2020 VN24
- 2020 VP24
- 2020 VQ24
- 2020 VR24
- 2020 VS24
- 2020 VT24
- 2020 VU24
- 2020 VV24
- 2020 VW24
- 2020 VY24
- 2020 VZ24
- 2020 VA25
- 2020 VB25
- 2020 VE25
- 2020 VF25
- 2020 VG25
- 2020 VH25
- 2020 VJ25
- 2020 VK25
- 2020 VM25
- 2020 VN25
- 2020 VP25
- 2020 VQ25
- 2020 VR25
- 2020 VS25
- 2020 VT25
- 2020 VU25
- 2020 VV25
- 2020 VX25
- 2020 VY25
- 2020 VZ25
- 2020 VA26
- 2020 VB26
- 2020 VC26
- 2020 VD26
- 2020 VE26
- 2020 VF26
- 2020 VG26
- 2020 VH26
- 2020 VK26
- 2020 VL26
- 2020 VP26
- 2020 VQ26
- 2020 VR26
- 2020 VT26
- 2020 VU26
- 2020 VV26
- 2020 VW26
- 2020 VX26
- 2020 VY26
- 2020 VZ26
- 2020 VB27
- 2020 VC27
- 2020 VD27
- 2020 VE27
- 2020 VG27
- 2020 VH27
- 2020 VJ27
- 2020 VK27
- 2020 VL27
- 2020 VM27
- 2020 VN27
- 2020 VO27
- 2020 VP27
- 2020 VQ27
- 2020 VS27
- 2020 VT27
- 2020 VU27
- 2020 VV27
- 2020 VW27
- 2020 VX27
- 2020 VY27
- 2020 VZ27
- 2020 VA28
- 2020 VB28
- 2020 VC28
- 2020 VD28
- 2020 VE28
- 2020 VF28
- 2020 VG28
- 2020 VH28
- 2020 VJ28
- 2020 VK28
- 2020 VL28
- 2020 VM28
- 2020 VN28
- 2020 VO28
- 2020 VP28
- 2020 VQ28
- 2020 VR28
- 2020 VS28
- 2020 VT28
- 2020 VU28
- 2020 VV28
- 2020 VW28
- 2020 VX28
- 2020 VY28
- 2020 VZ28
- 2020 VA29
- 2020 VB29
- 2020 VC29
- 2020 VD29
- 2020 VE29
- 2020 VF29
- 2020 VG29
- 2020 VH29
- 2020 VJ29
- 2020 VK29
- 2020 VL29
- 2020 VM29
- 2020 VN29
- 2020 VO29
- 2020 VP29
- 2020 VQ29
- 2020 VR29
- 2020 VS29
- 2020 VT29
- 2020 VU29
- 2020 VV29
- 2020 VW29
- 2020 VX29
- 2020 VY29
- 2020 VZ29
- 2020 VA30
- 2020 VB30
- 2020 VC30
- 2020 VD30
- 2020 VE30
- 2020 VF30
- 2020 VG30
- 2020 VH30
- 2020 VL30
- 2020 VM30
- 2020 VN30
- 2020 VO30
- 2020 VP30
- 2020 VQ30
- 2020 VR30
- 2020 VS30
- 2020 VT30
- 2020 VU30
- 2020 VV30
- 2020 VW30
- 2020 VX30
- 2020 VY30
- 2020 VZ30
- 2020 VA31
- 2020 VB31
- 2020 VC31
- 2020 VD31
- 2020 VE31
- 2020 VF31
- 2020 VG31
- 2020 VH31
- 2020 VJ31
- 2020 VK31
- 2020 VL31
- 2020 VM31
- 2020 VN31
- 2020 VO31
- 2020 VP31
- 2020 VQ31
- 2020 VR31
- 2020 VS31
- 2020 VT31
- 2020 VU31
- 2020 VV31
- 2020 VX31
- 2020 VY31
- 2020 VZ31
- 2020 VA32
- 2020 VB32
- 2020 VC32
- 2020 VD32
- 2020 VE32
- 2020 VF32
- 2020 VG32
- 2020 VH32
- 2020 VJ32
- 2020 VK32
- 2020 VL32
- 2020 VM32
- 2020 VN32
- 2020 VO32
- 2020 VP32
- 2020 VQ32
- 2020 VR32
- 2020 VS32
- 2020 VT32
- 2020 VU32
- 2020 VV32
- 2020 VW32
- 2020 VX32
- 2020 VY32
- 2020 VZ32
- 2020 VA33
- 2020 VB33
- 2020 VC33
- 2020 VD33
- 2020 VE33
- 2020 VF33
- 2020 VG33
- 2020 VJ33
- 2020 VK33
- 2020 VL33
- 2020 VM33
- 2020 VN33
- 2020 VO33
- 2020 VP33
- 2020 VR33
- 2020 VS33
- 2020 VT33
- 2020 VU33
- 2020 VV33
- 2020 VW33
- 2020 VX33
- 2020 VY33
- 2020 VZ33
- 2020 VA34
- 2020 VB34
- 2020 VC34
- 2020 VD34
- 2020 VE34
- 2020 VF34
- 2020 VG34
- 2020 VH34
- 2020 VJ34
- 2020 VK34
- 2020 VL34
- 2020 VM34
- 2020 VN34
- 2020 VO34
- 2020 VP34
- 2020 VQ34
- 2020 VR34
- 2020 VS34
- 2020 VT34
- 2020 VU34
- 2020 VV34
- 2020 VW34
- 2020 VX34
- 2020 VY34
- 2020 VZ34
- 2020 VA35
- 2020 VB35
- 2020 VC35
- 2020 VD35
- 2020 VE35
- 2020 VF35
- 2020 VG35
- 2020 VH35
- 2020 VJ35
- 2020 VK35
- 2020 VL35
- 2020 VM35
- 2020 VN35
- 2020 VO35
- 2020 VP35
- 2020 VQ35
- 2020 VR35
- 2020 VS35
- 2020 VT35
- 2020 VU35
- 2020 VV35
- 2020 VW35
- 2020 VX35
- 2020 VY35
- 2020 VZ35
- 2020 VA36
- 2020 VB36
- 2020 VC36
- 2020 VD36
- 2020 VE36
- 2020 VF36
- 2020 VG36
- 2020 VH36
- 2020 VJ36
- 2020 VK36
- 2020 VL36
- 2020 VM36
- 2020 VN36
- 2020 VO36
- 2020 VP36
- 2020 VQ36
- 2020 VR36
- 2020 VS36
- 2020 VT36
- 2020 VU36
- 2020 VV36
- 2020 VW36
- 2020 VX36
- 2020 VY36
- 2020 VZ36
- 2020 VA37
- 2020 VB37
- 2020 VC37
- 2020 VD37
- 2020 VE37
- 2020 VF37
- 2020 VG37
- 2020 VH37
- 2020 VJ37
- 2020 VK37
- 2020 VL37
- 2020 VM37
- 2020 VN37
- 2020 VO37
- 2020 VP37
- 2020 VQ37
- 2020 VR37
- 2020 VS37
- 2020 VT37
- 2020 VU37
- 2020 VV37
- 2020 VW37
- 2020 VX37
- 2020 VY37
- 2020 VZ37
- 2020 VA38
- 2020 VB38
- 2020 VC38
- 2020 VD38
- 2020 VE38
- 2020 VF38
- 2020 VG38
- 2020 VH38
- 2020 VJ38
- 2020 VK38
- 2020 VL38
- 2020 VN38
- 2020 VO38
- 2020 VP38
- 2020 VQ38
- 2020 VR38
- 2020 VS38
- 2020 VT38
- 2020 VU38
- 2020 VV38
- 2020 VW38
- 2020 VX38
- 2020 VY38
- 2020 VZ38
- 2020 VA39
- 2020 VB39
- 2020 VC39
- 2020 VD39
- 2020 VE39
- 2020 VF39
- 2020 VG39
- 2020 VH39
- 2020 VJ39
- 2020 VK39
- 2020 VL39
- 2020 VM39
- 2020 VN39
- 2020 VO39
- 2020 VP39
- 2020 VQ39
- 2020 VR39
- 2020 VS39
- 2020 VT39
- 2020 VU39
- 2020 VV39
- 2020 VW39
- 2020 VX39
- 2020 VZ39
- 2020 VA40
- 2020 VB40
- 2020 VC40
- 2020 VD40
- 2020 VE40
- 2020 VF40
- 2020 VG40
- 2020 VH40
- 2020 VJ40
- 2020 VK40
- 2020 VL40
- 2020 VM40
- 2020 VN40
- 2020 VO40
- 2020 VP40

### Du 16 au 30 novembre 2020
- 2020 WA
- 2020 WB
- 2020 WC
- 2020 WD
- 2020 WE
- 2020 WF
- 2020 WG
- 2020 WH
- 2020 WJ
- 2020 WK
- 2020 WL
- 2020 WM
- 2020 WN
- 2020 WO
- 2020 WP
- 2020 WQ
- 2020 WR
- 2020 WS
- 2020 WT
- 2020 WU
- 2020 WV
- 2020 WW
- 2020 WX
- 2020 WY
- 2020 WZ
- 2020 WA1
- 2020 WB1
- 2020 WC1
- 2020 WD1
- 2020 WE1
- 2020 WF1
- 2020 WG1
- 2020 WH1
- 2020 WJ1
- 2020 WK1
- 2020 WL1
- 2020 WM1
- 2020 WN1
- 2020 WO1
- 2020 WP1
- 2020 WQ1
- 2020 WR1
- 2020 WS1
- 2020 WT1
- 2020 WU1
- 2020 WV1
- 2020 WX1
- 2020 WY1
- 2020 WZ1
- 2020 WB2
- 2020 WC2
- 2020 WD2
- 2020 WE2
- 2020 WF2
- 2020 WG2
- 2020 WH2
- 2020 WK2
- 2020 WL2
- 2020 WM2
- 2020 WO2
- 2020 WQ2
- 2020 WR2
- 2020 WS2
- 2020 WT2
- 2020 WU2
- 2020 WV2
- 2020 WW2
- 2020 WX2
- 2020 WY2
- 2020 WZ2
- 2020 WA3
- 2020 WB3
- 2020 WC3
- 2020 WE3
- 2020 WF3
- 2020 WG3
- 2020 WH3
- 2020 WJ3
- 2020 WK3
- 2020 WL3
- 2020 WM3
- 2020 WN3
- 2020 WO3
- 2020 WP3
- 2020 WQ3
- 2020 WR3
- 2020 WS3
- 2020 WT3
- 2020 WU3
- 2020 WV3
- 2020 WW3
- 2020 WX3
- 2020 WY3
- 2020 WZ3
- 2020 WA4
- 2020 WB4
- 2020 WC4
- 2020 WE4
- 2020 WF4
- 2020 WG4
- 2020 WH4
- 2020 WJ4
- 2020 WK4
- 2020 WM4
- 2020 WN4
- 2020 WO4
- 2020 WP4
- 2020 WQ4
- 2020 WR4
- 2020 WS4
- 2020 WT4
- 2020 WU4
- 2020 WV4
- 2020 WW4
- 2020 WX4
- 2020 WY4
- 2020 WZ4
- 2020 WA5
- 2020 WB5
- 2020 WC5
- 2020 WD5
- 2020 WE5
- 2020 WF5
- 2020 WG5
- 2020 WK5
- 2020 WL5
- 2020 WM5
- 2020 WN5
- 2020 WP5
- 2020 WQ5
- 2020 WR5
- 2020 WS5
- 2020 WT5
- 2020 WU5
- 2020 WV5
- 2020 WW5
- 2020 WX5
- 2020 WY5
- 2020 WZ5
- 2020 WA6
- 2020 WB6
- 2020 WC6
- 2020 WD6
- 2020 WE6
- 2020 WF6
- 2020 WH6
- 2020 WJ6
- 2020 WK6
- 2020 WL6
- 2020 WM6
- 2020 WN6
- 2020 WO6
- 2020 WP6
- 2020 WQ6
- 2020 WS6
- 2020 WU6
- 2020 WV6
- 2020 WW6
- 2020 WX6
- 2020 WY6
- 2020 WZ6
- 2020 WA7
- 2020 WB7
- 2020 WD7
- 2020 WE7
- 2020 WG7
- 2020 WH7
- 2020 WJ7
- 2020 WK7
- 2020 WL7
- 2020 WN7
- 2020 WO7
- 2020 WP7
- 2020 WQ7
- 2020 WR7
- 2020 WS7
- 2020 WT7
- 2020 WU7
- 2020 WV7
- 2020 WW7
- 2020 WX7
- 2020 WY7
- 2020 WZ7
- 2020 WA8
- 2020 WB8
- 2020 WC8
- 2020 WD8
- 2020 WE8
- 2020 WF8
- 2020 WH8
- 2020 WJ8
- 2020 WK8
- 2020 WL8
- 2020 WM8
- 2020 WN8
- 2020 WO8
- 2020 WP8
- 2020 WR8
- 2020 WS8
- 2020 WT8
- 2020 WU8
- 2020 WV8
- 2020 WW8
- 2020 WX8
- 2020 WY8
- 2020 WC9
- 2020 WD9
- 2020 WE9
- 2020 WH9
- 2020 WJ9
- 2020 WK9
- 2020 WL9
- 2020 WM9
- 2020 WN9
- 2020 WO9
- 2020 WP9
- 2020 WQ9
- 2020 WR9
- 2020 WS9
- 2020 WT9
- 2020 WV9
- 2020 WX9
- 2020 WY9
- 2020 WB10
- 2020 WD10
- 2020 WF10
- 2020 WG10
- 2020 WJ10
- 2020 WK10
- 2020 WL10
- 2020 WM10
- 2020 WN10
- 2020 WO10
- 2020 WP10
- 2020 WQ10
- 2020 WR10
- 2020 WS10
- 2020 WT10
- 2020 WV10
- 2020 WW10
- 2020 WX10
- 2020 WY10
- 2020 WA11
- 2020 WC11
- 2020 WD11
- 2020 WF11
- 2020 WG11
- 2020 WJ11
- 2020 WL11
- 2020 WM11
- 2020 WN11
- 2020 WO11
- 2020 WP11
- 2020 WQ11
- 2020 WR11
- 2020 WS11
- 2020 WT11
- 2020 WU11
- 2020 WW11
- 2020 WX11
- 2020 WY11
- 2020 WZ11
- 2020 WA12
- 2020 WC12
- 2020 WD12
- 2020 WE12
- 2020 WF12
- 2020 WG12
- 2020 WH12
- 2020 WJ12
- 2020 WK12
- 2020 WL12
- 2020 WM12
- 2020 WN12
- 2020 WP12
- 2020 WR12
- 2020 WS12
- 2020 WT12
- 2020 WY12
- 2020 WZ12
- 2020 WA13
- 2020 WB13
- 2020 WC13
- 2020 WD13
- 2020 WE13
- 2020 WF13
- 2020 WG13
- 2020 WJ13
- 2020 WK13
- 2020 WL13
- 2020 WN13
- 2020 WP13
- 2020 WQ13
- 2020 WR13
- 2020 WS13
- 2020 WT13
- 2020 WU13
- 2020 WV13
- 2020 WW13
- 2020 WY13
- 2020 WZ13
- 2020 WA14
- 2020 WB14
- 2020 WC14
- 2020 WD14
- 2020 WE14
- 2020 WF14
- 2020 WG14
- 2020 WK14
- 2020 WL14
- 2020 WM14
- 2020 WN14
- 2020 WO14
- 2020 WP14
- 2020 WQ14
- 2020 WS14
- 2020 WT14
- 2020 WW14
- 2020 WZ14
- 2020 WA15
- 2020 WB15
- 2020 WD15
- 2020 WE15
- 2020 WF15
- 2020 WG15
- 2020 WH15
- 2020 WJ15
- 2020 WL15
- 2020 WN15
- 2020 WO15
- 2020 WP15
- 2020 WQ15
- 2020 WR15
- 2020 WS15
- 2020 WT15
- 2020 WU15
- 2020 WV15
- 2020 WW15
- 2020 WX15
- 2020 WA16
- 2020 WD16
- 2020 WE16
- 2020 WF16
- 2020 WH16
- 2020 WJ16
- 2020 WK16
- 2020 WM16
- 2020 WN16
- 2020 WO16
- 2020 WP16
- 2020 WQ16
- 2020 WR16
- 2020 WS16
- 2020 WU16
- 2020 WV16
- 2020 WX16
- 2020 WY16
- 2020 WZ16
- 2020 WB17
- 2020 WC17
- 2020 WD17
- 2020 WE17
- 2020 WF17
- 2020 WG17
- 2020 WH17
- 2020 WJ17
- 2020 WL17
- 2020 WM17
- 2020 WN17
- 2020 WO17
- 2020 WP17
- 2020 WQ17
- 2020 WR17
- 2020 WS17
- 2020 WT17
- 2020 WU17
- 2020 WV17
- 2020 WW17
- 2020 WX17
- 2020 WY17
- 2020 WZ17
- 2020 WA18
- 2020 WB18
- 2020 WC18
- 2020 WD18
- 2020 WE18
- 2020 WG18
- 2020 WH18
- 2020 WJ18
- 2020 WL18
- 2020 WM18
- 2020 WN18
- 2020 WO18
- 2020 WP18
- 2020 WQ18
- 2020 WR18
- 2020 WS18
- 2020 WT18
- 2020 WU18
- 2020 WV18
- 2020 WW18
- 2020 WY18
- 2020 WZ18
- 2020 WA19
- 2020 WC19
- 2020 WD19
- 2020 WE19
- 2020 WG19
- 2020 WH19
- 2020 WJ19
- 2020 WK19
- 2020 WM19
- 2020 WN19
- 2020 WQ19
- 2020 WR19
- 2020 WT19
- 2020 WU19
- 2020 WV19
- 2020 WX19
- 2020 WY19
- 2020 WZ19
- 2020 WA20
- 2020 WB20
- 2020 WD20
- 2020 WE20
- 2020 WF20
- 2020 WG20
- 2020 WH20
- 2020 WJ20
- 2020 WK20
- 2020 WL20
- 2020 WM20
- 2020 WN20
- 2020 WO20
- 2020 WP20
- 2020 WQ20
- 2020 WR20
- 2020 WS20
- 2020 WT20
- 2020 WU20
- 2020 WV20
- 2020 WW20
- 2020 WX20
- 2020 WY20
- 2020 WZ20
- 2020 WA21
- 2020 WB21
- 2020 WE21
- 2020 WF21
- 2020 WG21
- 2020 WH21
- 2020 WJ21
- 2020 WK21
- 2020 WL21
- 2020 WM21
- 2020 WN21
- 2020 WO21
- 2020 WP21
- 2020 WQ21
- 2020 WR21
- 2020 WS21
- 2020 WU21
- 2020 WV21
- 2020 WW21
- 2020 WX21
- 2020 WZ21
- 2020 WA22
- 2020 WB22
- 2020 WC22
- 2020 WD22
- 2020 WE22
- 2020 WF22
- 2020 WG22
- 2020 WH22
- 2020 WJ22
- 2020 WL22
- 2020 WM22
- 2020 WN22
- 2020 WO22
- 2020 WP22
- 2020 WQ22
- 2020 WR22
- 2020 WS22
- 2020 WT22
- 2020 WU22
- 2020 WV22
- 2020 WW22
- 2020 WX22
- 2020 WY22
- 2020 WZ22
- 2020 WA23
- 2020 WC23
- 2020 WD23
- 2020 WE23
- 2020 WF23
- 2020 WG23
- 2020 WH23
- 2020 WJ23
- 2020 WK23
- 2020 WM23
- 2020 WN23
- 2020 WO23
- 2020 WP23
- 2020 WQ23
- 2020 WR23
- 2020 WS23
- 2020 WT23
- 2020 WU23
- 2020 WV23
- 2020 WW23
- 2020 WX23
- 2020 WY23
- 2020 WZ23
- 2020 WA24
- 2020 WB24
- 2020 WC24
- 2020 WD24
- 2020 WE24
- 2020 WF24
- 2020 WG24
- 2020 WH24
- 2020 WJ24
- 2020 WK24
- 2020 WL24
- 2020 WM24
- 2020 WN24
- 2020 WO24
- 2020 WP24
- 2020 WQ24
- 2020 WR24
- 2020 WS24
- 2020 WT24
- 2020 WU24
- 2020 WV24
- 2020 WW24
- 2020 WX24
- 2020 WY24
- 2020 WZ24
- 2020 WA25
- 2020 WB25
- 2020 WC25
- 2020 WD25
- 2020 WE25
- 2020 WF25
- 2020 WH25
- 2020 WJ25
- 2020 WK25
- 2020 WL25
- 2020 WM25
- 2020 WN25
- 2020 WO25
- 2020 WP25
- 2020 WR25
- 2020 WS25
- 2020 WT25
- 2020 WU25
- 2020 WV25
- 2020 WW25
- 2020 WX25
- 2020 WY25
- 2020 WZ25
- 2020 WA26
- 2020 WB26
- 2020 WC26
- 2020 WD26
- 2020 WE26
- 2020 WF26
- 2020 WG26
- 2020 WH26
- 2020 WJ26
- 2020 WK26
- 2020 WL26
- 2020 WM26
- 2020 WN26
- 2020 WO26
- 2020 WP26
- 2020 WQ26
- 2020 WR26
- 2020 WS26
- 2020 WT26
- 2020 WU26
- 2020 WV26
- 2020 WW26
- 2020 WX26
- 2020 WY26
- 2020 WZ26
- 2020 WA27
- 2020 WB27
- 2020 WC27
- 2020 WD27
- 2020 WE27
- 2020 WF27
- 2020 WG27
- 2020 WH27
- 2020 WJ27
- 2020 WK27
- 2020 WL27
- 2020 WM27
- 2020 WN27
- 2020 WO27
- 2020 WP27
- 2020 WQ27
- 2020 WR27
- 2020 WS27
- 2020 WT27
- 2020 WU27
- 2020 WV27
- 2020 WW27
- 2020 WX27
- 2020 WY27
- 2020 WZ27
- 2020 WA28
- 2020 WB28
- 2020 WC28
- 2020 WD28
- 2020 WE28
- 2020 WF28
- 2020 WG28
- 2020 WH28
- 2020 WJ28
- 2020 WK28
- 2020 WL28
- 2020 WM28
- 2020 WN28
- 2020 WO28
- 2020 WP28
- 2020 WQ28
- 2020 WR28
- 2020 WS28
- 2020 WT28
- 2020 WU28
- 2020 WV28
- 2020 WW28
- 2020 WX28
- 2020 WA29
- 2020 WB29
- 2020 WC29
- 2020 WD29
- 2020 WE29
- 2020 WF29
- 2020 WG29
- 2020 WH29
- 2020 WJ29
- 2020 WL29
- 2020 WM29
- 2020 WN29
- 2020 WO29
- 2020 WP29
- 2020 WQ29
- 2020 WS29
- 2020 WT29
- 2020 WV29
- 2020 WW29
- 2020 WX29
- 2020 WY29
- 2020 WZ29
- 2020 WA30
- 2020 WB30
- 2020 WC30
- 2020 WD30
- 2020 WE30
- 2020 WF30
- 2020 WG30
- 2020 WH30
- 2020 WK30
- 2020 WL30
- 2020 WM30
- 2020 WN30
- 2020 WO30
- 2020 WQ30
- 2020 WR30
- 2020 WS30
- 2020 WT30
- 2020 WU30
- 2020 WV30
- 2020 WW30
- 2020 WX30
- 2020 WY30
- 2020 WZ30
- 2020 WA31
- 2020 WB31
- 2020 WC31
- 2020 WD31
- 2020 WE31
- 2020 WF31
- 2020 WG31
- 2020 WH31
- 2020 WJ31
- 2020 WK31
- 2020 WL31
- 2020 WM31
- 2020 WN31
- 2020 WO31
- 2020 WQ31
- 2020 WR31
- 2020 WS31
- 2020 WT31
- 2020 WU31
- 2020 WV31
- 2020 WW31
- 2020 WX31
- 2020 WY31
- 2020 WZ31
- 2020 WA32
- 2020 WB32
- 2020 WC32
- 2020 WD32
- 2020 WE32
- 2020 WF32
- 2020 WG32
- 2020 WH32
- 2020 WJ32
- 2020 WK32
- 2020 WL32
- 2020 WM32
- 2020 WN32
- 2020 WO32
- 2020 WP32
- 2020 WQ32
- 2020 WS32
- 2020 WT32
- 2020 WU32
- 2020 WV32
- 2020 WW32
- 2020 WX32
- 2020 WY32
- 2020 WA33
- 2020 WB33
- 2020 WC33
- 2020 WD33
- 2020 WE33
- 2020 WF33
- 2020 WG33
- 2020 WH33
- 2020 WJ33
- 2020 WK33
- 2020 WL33
- 2020 WM33
- 2020 WN33
- 2020 WO33
- 2020 WP33
- 2020 WQ33
- 2020 WR33
- 2020 WS33
- 2020 WT33
- 2020 WU33
- 2020 WV33
- 2020 WW33
- 2020 WX33
- 2020 WY33
- 2020 WZ33
- 2020 WA34
- 2020 WB34
- 2020 WC34
- 2020 WD34
- 2020 WE34
- 2020 WF34
- 2020 WG34
- 2020 WH34
- 2020 WJ34
- 2020 WK34
- 2020 WL34
- 2020 WM34
- 2020 WN34
- 2020 WO34